# Agathilla fulvopicta
Agathilla fulvopicta là một loài tò vò trong họ Ichneumonidae.